# 紀元前817年
紀元前817年（きげんぜん817ねん）は、西暦による年。

## 他の紀年法
- 干支 : 甲申
- 中国
  - 周 - 宣王11年
  - 魯 - 武公9年
  - 斉 - 厲公8年
  - 晋 - 献侯6年
  - 秦 - 荘公5年
  - 楚 - 熊徇5年
  - 宋 - 恵公14年
  - 衛 - 釐侯38年
  - 陳 - 釐公15年
  - 蔡 - 夷侯21年
  - 曹 - 戴伯9年
  - 燕 - 釐侯10年
- 朝鮮
  - 檀紀1517年
- ユダヤ暦 : 2944年 - 2945年
- アッシリア暦 : 3934年
- 人類紀元 : 9184年